# Titularbistum Elephantaris in Mauretania
Das Bistum Elephantaris in Mauretania (italienisch diocesi di Elefantaria di Mauritania, lateinisch Dioecesis Elephantariensis in Mauretania) ist ein Titularbistum der römisch-katholischen Kirche.
Es geht zurück auf einen antiken Bischofssitz, der sich in der römischen Provinz Mauretania Caesariensis befand.
| Titularbischöfe von Elephantaris in Mauretania |                                             |                                                        |                   |                   |
| Nr.                                            | Name                                        | Amt                                                    | von               | bis               |
| 1                                              | Herman Jan van Elswijk CSSp                 | emeritierter Bischof von Morogoro (Tansania)           | 15. Dezember 1966 | 13. August 1976   |
| 2                                              | Leonard Zamora Legaspi OP                   | Weihbischof in Manila (Philippinen)                    | 25. Juni 1977     | 20. Oktober 1983  |
| 3                                              | Gilberto Délio Gonçalves Canavarro dos Reis | Weihbischof in Porto (Portugal)                        | 29. Oktober 1988  | 23. April 1998    |
| 4                                              | Dominique Bulamatari                        | Weihbischof in Kinshasa (Demokratische Republik Kongo) | 29. Oktober 1999  | 14. November 2009 |
| 5                                              | Angelo Moreschi SDB                         | Apostolischer Vikar von Gambella (Äthiopien)           | 5. Dezember 2009  | 25. März 2020     |
| 6                                              | Jacques Assanvo Ahiwa                       | Weihbischof in Bouaké (Elfenbeinküste)                 | 5. Mai 2020       | 25. Juli 2024     |
| 7                                              | Matthew Choi Kwang-Hee                      | Weihbischof in Seoul (Südkorea)                        | 8. Juli 2025      |                   |